# داوود آل سعيد
داوود آل سعيد، حارس مرمى سعودي.
سبق له اللعب في أندية الصفا والترجي ونادي القادسية ونادي النهضة .

## روابط خارجية
- داوود آل سعيد على موقع قاعدة بيانات كرة القدم.إي يو (الإنجليزية)
- داوود آل سعيد على موقع Soccerway.com (الإنجليزية)